# Everything (EXILE單曲)
《Everything》為日本音樂團體EXILE（放浪兄弟）的第21張單曲。2006年12月6日於日本發行。Oricon最高排行第2、初動銷量8.1萬張、累計銷量15.3萬張

## 解說
- SHUN退出後，新主唱TAKAHIRO與表演者AKIRA加入的EXILE第二章的第一張單曲。
- 以「CD only」與「CD+DVD」兩種形式發售。封面各有不同，不過都是「EXILE Vocal Battle Audition 2006 ～ASIAN DREAM～」的宣傳照與TAKAHIRO合成而成。
- 本作發售隔天12月7日KAT-TUN也發行第3張單曲『在我們的城市裡』，因而無法連續4次獲得Oricon第一名。
- 「Everything」是朝日電視系日劇「家人〜妻子的不在・夫夫的存在〜」主題曲。此劇播放前的預告唱的人只有ATSUSHI。副歌歌詞被指出在鼓勵尼特族，不過作詞的ATSUSHI表示他沒有那個意思。是在新成員TAKAHIRO加入的5天後（9月27日），也是EXILE的出道日錄製的。是組成的第5年。
- 也是宣告EXILE第二章開幕的歌曲，ATSUSHI在成員討論該怎麼邁向第二章的時候邊完成的歌曲。ATSUSHI說「在寫邁向第二章的時候主題漸漸變成『活下去的意義？』」。TAKAHIRO說「ATSUSHI寫的歌詞非常符合自己現在的心境，是一首歌了會有精神的歌」。HIRO說「這是一首非常適合第二章開幕的歌，會是一生難以忘懷的一首歌吧」。
- 「Everything」的PV有200位EXILE的歌迷參加。
- 「Giver」也是「EXILE Vocal Battle Audition 2006 ～ASIAN DREAM～」的第三次審核曲。
- 第1首的「Everything」到第3首的「HOLY NIGHT」作詞全由ATSUSHI所包辦。
- 只有「EVOLUTION」是R&B・HIP HOP製作人T.KURA所製作，但這是T.KURA第一次提供給EXILE的單曲歌曲（過去是提供專輯歌曲）。戲劇「越獄風雲」的主題曲，節目尾聲會播放成員的訊息及和節目合作的PV。此PV收錄在第5張專輯『EXILE EVOLUTION』裡。
- 初回盤DVD收錄『EXILE EVOLUTION』的完全限定盤收錄影片「EXILE Vocal Battle Audition 2006 ～ASIAN DREAM～」的預告篇。

## 發行版本
- CD
- CD+DVD

## 收錄歌曲

### CD
1. Everything
  - 作詞：ATSUSHI / 作曲・編曲：h-wonder

朝日電視系日劇「家人〜妻子的不在・丈夫的存在〜」主題曲
承襲第一章「EX式節奏」的歌曲。在很多的歌唱節目及現場演唱會降半KEY唱。成員聽到會感覺「喔喔，開始啦」。歌頌「活著這件事是寶物」的歌曲。ATSUSHI也在EXILE LOVE中收錄的紀錄影片中說「正因為活著才能感受到喜悅和感動」。
2. Giver
  - 作詞：ATSUSHI / 作曲：平田祥一郎 / 編曲：h-wonder

徵選活動的第三次審核所使用的歌曲。TAKAHIRO說「因為最近欺負方面之類令人討厭的新聞很多，所以想透過這首歌曲希望能減少類似事件發生」。ATSUSHI也是有過被欺負經驗的其中一位。
3. HOLY NIGHT
  - 作詞：ATSUSHI / 作曲：宮地大輔 / 編曲：大野裕一

music.jp 電視廣告曲
EXILE的第一首聖誕歌曲。雖然是情歌，不過ATSUSHI想對在徵選中落選的人們表達「到了春天又會有新芽萌生 總有一天會綻放成花朵」，「就算這次失敗了，愛的人和周圍的人會支持著讓自己重新站起來，希望能讓新的花朵綻放開來」而寫的歌詞。順帶一提，據說ATSUSHI是在和成員去吃飯途中用手機的訊息功能花了1小時寫好的歌詞。TAKAHIRO說「因為我是被選上的人，所以雖然覺得很了不起，但正因為被選上更必須表達這首歌的意義，我是這麼想著而唱這首歌」。
4. EVOLUTION
  - 作詞：Michico / 作曲：T.Kura & Michico / 編曲：T.KURA

日本電視系「越獄風雲」主題曲
後來製作的PV為第5張專輯『EXILE EVOLUTION』的標題曲。是融合EXILE第二章以後的精神的歌曲。TAKAHIRO說「T.Kura和michico在錄音的時候跟我說『會很操的喔』，雖然聽到覺得有點怕怕的，不過實際上是很好的人。但錄音還是會有碰到瓶頸的地方，那時候T.Kura叫我過去在他面前清唱。那時候學到了在人前唱歌的時候重要的東西。透過這次的錄音，我覺得我做到了個人的「進化」」。成員們也說這是「永遠的主題」。
5. Everything (Instrumental)
6. Giver (Instrumental)
7. HOLY NIGHT (Instrumental)
8. EVOLUTION (Instrumental)

### DVD
1. Everything (Video Clip)
2. The Trailer for "EXILE Vocal Battle Audition 2006～ASIAN DREAM～"（初回限定附加影片）
3. EXILE相關情報

## 備註
1. 1 2  . Oricon. 2002  [2013-01-13]. （原始内容存档于2013-05-06） （日语）.